# Wybory parlamentarne na Tonga w 1987 roku
Wybory parlamentarne na Tonga w 1987 odbyły się 19 lutego. Wybierano 9 przedstawicieli ludu i 9 przedstawicieli szlachty do 29-osobowego Zgromadzenia Ustawodawczego na trzyletnią kadencję.

## System wyborczy
Prawo do głosowania na przedstawicieli ludu mieli wszyscy obywatele Tonga mający ukończone 21 lat, piśmienni i (w przypadku mężczyzn) nienależący do szlachty. Kandydować na przedstawicieli ludu w Zgromadzeniu mogły osoby posiadające czynne prawo wyborcze i nieposiadające długów wyższych niż pozwalał próg określony w prawie. Kraj został podzielony na pięć okręgów wyborczych. Kandydaci musieli przedstawić podpisy poparcia 50 wyborców z własnego okręgu i wpłacić depozyt wysokości 100 $T, który odzyskiwali, jeśli zdobyli określony odsetek głosów (6,3% lub 10%, w zależności od okręgu).
Oprócz przedstawicieli ludu i szlachty w Zgromadzeniu Ustawodawczym zasiadał z urzędu król i mianowana przez niego Tajna Rada, złożona z ośmiu ministrów i dwóch gubernatorów.

## Wyniki
W głosowaniu wzięło udział 25 253 wyborców spośród 42 496 uprawnionych do głosowania (frekwencja 59,4%).
Wszyscy członkowie Zgromadzenia Ustawodawczego w 1987 byli mężczyznami. W 1987 w systemie politycznym Tonga nie było partii politycznych. W wyborach mandaty utraciło sześciu spośród dziewięciu dotychczasowych przedstawicieli ludu. Do Zgromadzenia dostało się kilku posłów krytycznych wobec rządu, w tym późniejszy premier ʻAkilisi Pohiva.

## Źródło
- Historical Archive of Parliamentary Election Results (1987). Inter-Parliamentary Union. [dostęp 2016-08-04]. (ang.).